# Kristin Sverresdatter
Kristin Sverresdatter (Norrøn: Kristín Sverrisdóttir; * um 1190 in Norwegen; † um 1213 ebenda) war die Frau des norwegischen Königs Philipp Simonsson.
Ihre Eltern waren der norwegische König und Anführer der Birkebeiner Sverre Sigurdsson und die schwedische Königstochter Margrete Eriksdotter. Als Kristins Vater 1202 starb, kehrte ihre Mutter ohne sie nach Schweden zurück. Als Königstochter durfte Kristin während des Bürgerkrieges nicht das Land verlassen und wurde daher bei ihrem Halbbruder Håkon Sverresson in Bergen aufgenommen.
Im Jahr 1209 heiratete sie in Oslo Philipp Simonsson, den letzten König der norwegischen Bagler. Ihre Heirat war Teil der Aussöhnung zwischen den Parteien der Bagler und der Birkebeiner.
Kristin starb bei der Geburt des gemeinsamen Sohnes, welcher seine Mutter nur um wenige Tage überlebte.